# Slittino ai IV Giochi olimpici giovanili invernali - Singolo maschile
La gara del singolo maschile di slittino dei IV Giochi olimpici giovanili invernali di Gangwon si disputò nell'arco di due manches nella giornata del 21 gennaio 2024 sul tracciato dell'Alpensia Sliding Centre, situato nella città di Daegwallyeong, nella contea di Pyeongchang.
A seguito di quanto previsto dal regolamento di qualificazione, presero parte alla competizione 22 atleti in rappresentanza di 19 nazioni ed ogni comitato nazionale poté schierare fino ad un massimo di due partecipanti, sulla base della classifica di Coppa del Mondo giovani 2023/24 così come risultante alla data del 10 dicembre 2023, quando si erano disputate le prime quattro tappe del circuito internazionale.
L'italiano Leon Haselrieder conquistò la medaglia d'oro facendo segnare il miglior tempo nella seconda discesa in programma e riuscendo così a ribaltare il risultato della prima frazione, quella d'argento andò all'austriaco Paul Socher, giunto a meno di due decimi di secondo di distanza dopo aver guidato la graduatoria al termine della prima prova, mentre quella di bronzo la ottenne l'altro azzurro Philipp Brunner, unico altro atleta a riuscire a contenere il distacco dal vincitore entro il secondo.

## Risultato
| Pos. | Atleti                  | Nazione       | 1ª manche | 2ª manche | Totale   | Distacco |
| ---- | ----------------------- | ------------- | --------- | --------- | -------- | -------- |
|      | Leon Haselrieder        | Italia        | 46"294    | 46"062    | 1'32"356 |          |
|      | Paul Socher             | Austria       | 46"226    | 46"315    | 1'32"541 | +0"185   |
|      | Philipp Brunner         | Italia        | 46"653    | 46"588    | 1'33"241 | +0"885   |
| 4    | Edvards Marts Markitāns | Lettonia      | 46"809    | 46"612    | 1'33"421 | +1"065   |
| 5    | Johannes Scharnagl      | Austria       | 46"815    | 46"789    | 1'33"604 | +1"248   |
| 6    | Ola Brandstandmoen      | Norvegia      | 47"131    | 47"247    | 1'34"378 | +2"022   |
| 7    | Bruno Mick              | Slovacchia    | 47"376    | 47"309    | 1'34"685 | +2"329   |
| 8    | Bastian van Wouw        | Canada        | 47"450    | 47"247    | 1'34"697 | +2"341   |
| 9    | Silas Sartor            | Germania      | 47"486    | 47"378    | 1'34"864 | +2"508   |
| 10   | Vlad-Florin Mușei       | Romania       | 47"648    | 47"383    | 1'35"031 | +2"675   |
| 11   | Kim Bo-keun             | Corea del Sud | 47"572    | 47"474    | 1'35"046 | +2"690   |
| 12   | Anton Ševčuk            | Ucraina       | 47"642    | 47"410    | 1'35"052 | +2"696   |
| 13   | Saba Khachidze          | Georgia       | 47"485    | 47"651    | 1'35"136 | +2"780   |
| 14   | Orson Colby             | Stati Uniti   | 47"973    | 48"141    | 1'36"114 | +3"758   |
| 15   | Michał Gancarczyk       | Polonia       | 48"047    | 48"117    | 1'36"164 | +3"808   |
| 16   | Hannes Röder            | Germania      | 49"402    | 46"956    | 1'36"358 | +4"002   |
| 17   | Filip Pavlata           | Rep. Ceca     | 48"133    | 48"442    | 1'36"575 | +4"219   |
| 18   | Miha Vozelj             | Slovenia      | 48"863    | 47"794    | 1'36"657 | +4"301   |
| 19   | Wang Qingxiu            | Cina          | 48"169    | 48"572    | 1'36"741 | +4"385   |
| 20   | Thiraphat Sata          | Thailandia    | 48"779    | 48"769    | 1'37"548 | +5"192   |
| 21   | Angel Stefanov          | Bulgaria      | 49"277    | 49"677    | 1'38"954 | +6"598   |
| 22   | Mees van Buren          | Paesi Bassi   | 50"177    | 49"547    | 1'39"724 | +7"368   |

Data: Domenica 21 gennaio 2024

Ora locale 1ª manche: 08:30 (UTC+9)

Ora locale 2ª manche: 09:40 (UTC+9)

Pista: Alpensia Sliding Centre

Legenda:
- Pos. = posizione